# Depressione sahariana
La depressione sahariana è una struttura di bassa pressione, inquadrabile come depressione mediterranea, che si forma nell'immediato entroterra nordafricano.

## Ciclogenesi
La depressione sahariana si forma sottovento alla catena montuosa dell'Atlante, per afflusso di aria fresca e umida di origine atlantica, che riesce ad insinuarsi verso l'entroterra dell'Africa nord-occidentale.
La massa d'aria fresca e umida interagisce prima con l'orografia dell'Atlante, poi con l'aria sensibilmente più calda e secca che caratterizzano l'entroterra nordafricano. Al termine del processo, si forma una struttura di bassa pressione, che determina il sollevamento di sabbia dal deserto per correnti ascensionali.

## Effetti sul clima
La depressione sahariana porta piogge miste a sabbia di debole, o al più, di moderata intensità su buona parte dell'Africa settentrionale.
Gradualmente, la struttura di bassa pressione tende a muoversi verso nord o verso nord-est, per la vicina presenza ad oriente dell'anticiclone subtropicale africano che crea una situazione di blocco al flusso occidentale che era all'origine dell'area depressionaria; durante la sua risalita, la depressione condiziona il clima del Mediterraneo, con apporto di aria calda e pioggia mista a sabbia.